# Provincie Tarragona
Provincie Tarragona je nejjižnější ze čtyř provincií Katalánska, autonomního společenství na severovýchodě Španělska. Leží při pobřeží Středozemního moře a deltě řeky Ebro. Sousedí s provinciemi Barcelona, Lleida, Zaragoza, Teruel a Castellón. Žije zde přibližně 862 tisíc obyvatel, což je (zejména vlivem masivního přistěhovalectví) o cca 200 000 osob více než v roce 2000.

## Administrativní dělení
Území provincie je rozděleno mezi 183 obcí, které tvoří 10 comarek:
| - Alt Camp - Baix Camp - Baix Ebre - Baix Penedès - Conca de Barberà | - Ribera d'Ebre - Montsià - Priorat - Tarragonès - Terra Alta |

## Sídla
| - Tarragona (140 323 obyvatel) - Reus (107 118) - El Vendrell (35 821) - Tortosa (35 413) - Cambrils (31 720) - Salou (26 649) - Valls (25 092) - Calafell (24 265) | - Amposta (21 240) - Vilaseca (20 866) - Sant Carles de la Ràpita (15 511) - Torredembarra (15 272) - Cunit (12 279) - Montroig del Camp (11 847) - Deltebre (11 751) - Alcanar (10 570) |